# (2373) Immo
(2373) Immo est un astéroïde de la ceinture principale découvert le 4 août 1929 par l'astronome allemand Max Wolf.

## Historique
Le lieu de découverte est Königstuhl.
Sa désignation provisoire, lors de sa découverte le 4 août 1929, était 1929 PC.

## Caractéristiques
Sa distance minimale d'intersection de l'orbite terrestre est de 1,321 390 ua.